# Nagari Baringin
Nagari Baringin is een bestuurslaag in het regentschap Agam van de provincie West-Sumatra, Indonesië. Nagari Baringin telt 2611 inwoners (volkstelling 2010).